# Col Santiam
Le col Santiam, en anglais Santiam Pass, est un col des États-Unis, dans l'Oregon, dans la chaîne des Cascades. Il est situé à une altitude de 1 439 mètres.